# Eucera decolorata
Eucera decolorata är en biart som beskrevs av Giovanni Gribodo 1924.
Eucera decolorata ingår i släktet långhornsbin och familjen långtungebin. Inga underarter finns listade i Catalogue of Life.